# Piast Gliwice
Piast Gliwice er en polsk fodboldklub.
Grundlagt i 1946, har klubben sin base i Gliwice (hovedstaden i Voivodskabet Schlesien) og spiller på Stadion Miejski.

## Titler
- Polsk Liga
  - Vinder (1): 2018/19
  - Sølv (1): 2015/16
  - Bronze (1): 2019/20

- Division 1
  - Vinder (1): 2011/12

Cup-turneringer
- Pokalturneringen
  - Vinder (0)
  - finalist (2): 1977/78, 1982/83

## UEFA
Piasts målscore er altid først.
| Sæson   | Turnering             | Runde | Land         | Klub             | Hjemme | Ude | Samlet    |  |
| ------- | --------------------- | ----- | ------------ | ---------------- | ------ | --- | --------- |  |
| 2013–14 | UEFA Europa League    | 2Q    | Aserbajdsjan | FK Qarabag Agdam | 2–2    | 1–2 | 3–4 (efs) |  |
| 2016–17 | UEFA Europa League    | 2Q    | Sverige      | IFK Göteborg     | 0–3    | 0–0 | 0–3       |  |
| 2019–20 | UEFA Champions League | 1Q    | Hviderusland | BATE Borisov     | 1−2    | 1−1 | 2−3       |  |
| 2019–20 | UEFA Europa League    | 2Q    | Letland      | Riga FC          | 3−2    | 1−2 | 4−4       |  |
| 2020–21 | UEFA Europa League    | 1Q    | Hviderusland | Dinamo Minsk     | N/A    | 2−0 | N/A       |  |
| 2020–21 | UEFA Europa League    | 2Q    | Østrig       | Hartberg         | 3–2    | N/A | N/A       |  |
| 2020–21 | UEFA Europa League    | 3Q    | Danmark      | F.C. København   | N/A    | 0−3 | N/A       |  |

## Kendte spillere
- Henryk Bałuszyński
- Adam Banaś
- Lucjan Brychczy
- Andrzej Buncol
- Kamil Glik
- Rubén Jurado
- Grzegorz Kasprzik
- Jarosław Kaszowski
- Włodzimierz Lubański
- Carles Martínez
- Joachim Marx
- Horst Mnich
- Piotr Petasz
- Franciszek Smuda
- Adrian Sikora
- Kamil Wilczek

## Danske spillere
- Mikkel Kirkeskov